# Das Mädel vom Montparnasse
Das Mädel vom Montparnasse ist eine deutsch-französische Filmkomödie aus dem Jahre 1932 von Hanns Schwarz mit Ehmi Bessel in der Titelrolle. An ihrer Seite wirken Fritz Schulz und Alfred Abel die männlichen Hauptrollen. Der Film basiert auf dem Lustspiel Pile ou face von Louis Verneuil.

## Handlung
Das Mädel vom Montparnasse heißt Nicolette und ist eine lebensfrohe Pariserin. Sie ist zwar arm aber reizend und hat im Sturm das Herz des reichen Grafensohn André Labourdèle erobert. Gemeinsam beziehen die beiden eine bescheidene Mansardenwohnung in der französischen Hauptstadt. Dies passt dem alten Grafen, Andrés Vater, überhaupt nicht in den Kram, hat er doch für seinen Filius längst eine „standesgemäßere“ Partie ausgeguckt, die Tochter seines Geschäftspartners Ravin. Da sich der Sohnemann jedoch standhaft weigert, sich von Nicolette ab- und der noch sehr jungen Georgette zuzuwenden, streicht Graf Labourdèle André kurzerhand jedwede finanzielle Unterstützung. Dennoch lassen sich Nicolette und André nicht auseinanderbringen und beschränken sich in allem so gut sie können. André verdient etwas Geld mit Auftritten als Chansonnier in einem winzigen Cabaret, mit Nicolette als Begleitung am Klavier. Doch das Geld reicht hinten und vorne nicht, und eines Tages kommt es bei André durch den Gerichtsvollzieher sogar zu einer Taschenpfändung. André sieht nur noch einen Ausweg: Er muss die ungeliebte Georgette heiraten. Er hat einen recht eigenwilligen Plan.
Das Mädel vom Montparnasse ist zwar entsetzt, wird aber ein wenig beruhigt, als André ihr versichert, dass er sich gleich nach der Eheschließung mit der reichen jungen Dame wieder von ihr scheiden lassen will. Als Nicolette erfährt, dass André so leicht nicht aus einer geschlossenen Ehe wieder herauskommt, ist sie am Boden zerstört. In der Hoffnung, die Dinge zum besseren wenden zu können, will Nicolette sich nun selbst vermögenden Herren zuwenden. Auf diese Weise lernt sie Graf Labourdèle kennen, ohne zu wissen, dass es sich dabei um den hartleibigen Vater ihres Liebsten handelt. Ehe es zum Äußersten kommt, gesteht sie dem Alten, weshalb sie sich Herren wie ihm an den Hals wirft. Nun erkennt der Graf sein falsches Verhalten und gibt ihr zum Abschied etwas Geld. André kehrt von seiner Verlobungsfeier mit Georgette in die Mansarde zurück. Da er hier Nicolette nicht antrifft, vermutet er, dass sie eventuell mit anderen Männern herumscharwenzelt. Seine Bedenken lösen sich in Luft auf, als sie wenig später in Begleitung seines Vaters zurückkehrt. Dieser hat nun keine Bedenken gegenüber einer Eheschließung seines Sohnes mit dem herzigen Mädel vom Montparnasse.

## Produktionsnotizen
Das Mädel vom Montparnasse entstand in den Pathé-Natan-Studios in Paris und wurde am 13. September 1932 in Berlins Primus-Palast uraufgeführt.
Joseph N. Ermolieff übernahm die Produktionsleitung. Emil Hasler und Otto Hunte schufen die Filmbauten, Joe Strassner die Kostüme.
Die beiden im Berliner Alrobi-Musikverlag erschienenen Musiktitel Die Mädels vom Montparnasse und So ein Dalles geht über alles! wurden von Robert Gilbert getextet.
Von dem Film wurde parallel auch eine französische Fassung hergestellt. Sie hieß La petite de Montparnasse und hatte Grazia del Rio in der Bessel-Rolle. Als Dialogregisseur an der Seite von Hanns Schwarz wirkte der Franzose Max de Vaucorbeil.

## Kritiken
Die Österreichische Film-Zeitung schrieb: „Der … Film weist eine Fülle amüsanter Regieeinfälle Hanns Schwarz’ auf, über die sich das Publikum ausgezeichnet unterhält. Besonders drollig geschildert ist das Milieu des von Jacob Tiedtke und Erika Glässner dargestellten Margarinefabrikanten-Ehepaares.“